# Charles Travis
Charles Travis, född 1943, är en filosof som framförallt inriktat sig på frågor som rör språkfilosofi, metafysik, epistemologi och varseblivning. Han har en professur i filosofi.
Travis tog sin filosofie kandidatexamen vid University of California, Berkeley 1963. År 1967 var han klar med sin doktorsavhandling. Han har varit gästprofessor vid University of Michigan och Harvard University, men även verkat i Kanada, Nederländerna och vid ett antal universitet i Storbritannien och Frankrike.
Hans arbete har framförallt rört ett antal problem relaterade till förhållandet mellan tankar och världen (sanningsgörarteorier). Han är en viktig filosof i samtida vardagsspråksfilosofi i Wittgensteins och Austins tradition. Han har även vidareutvecklat den så kallade radikala kontextualismen.

## Verk
- Saying and Understanding; A Generative Theory of Illocutions, New York University Press, 1975, 182 s.
- The True and the False : the Domain of the Pragmatic, J. Benjamins, Amsterdam, 1981,  164 s.
- The Uses of Sense : Wittgenstein’s Philosophy of Language, Oxford University Press, « Clarendon Press », Oxford, 1989, 400 s.
- Unshadowed Thought: Representation in Thought and Language, Harvard University Press, 2001, 288 s.
- Les liaisons ordinaires, Wittgenstein sur la pensée et le monde, Leçons au Collège de France 2002, éditées et traduites par B. Ambroise, Vrin, coll. « Problèmes et controverses », Paris, 2003, 250 s.
- Thought's Footing: A Themes in Wittgenstein's Philosophical Investigations, Oxford University Press, 2006, 240 s.